# Energiråvara
Energiråvara är en råvara ur vilken primärenergi kan utvinnas med hjälp av en kemisk eller fysisk reaktion.
Det finns olika former av råvaror ur vilka energi kan vinnas och formen energin tar växlar också.
Energin kan komma som värme, mekanisk energi eller elektricitet.
Energin kan utvinnas ur en mängd olika källor, däribland fossila bränslen, organiska bränslen så som organiska oljor och förbränning av organiskt material, organiska gaser som främst kommer från förruttnelse av organiskt material, kärnklyvning, mekanisk rörelse så som vattenkraft, vindkraft och liknande och solceller.
Även andra former av energiutvinning är på frammarsch, då kanske främst användandet av så kallade bränsleceller eller fuel cells som det benämns på engelska.

## Fossila bränslen

### Kol
Kol förekommer som energiråvara främst i form av stenkol, brunkol och torv. Stenkol är slutresultatet av en omvandlingsprocess som sträcker sig över 300 miljoner år. Utgångsprodukten är växter och omvandlingskedjan är trä-torv-brunkol-stenkol.
Växtdelar som sjunker till botten i sumpmarker och grunda sjöar kan omvandlas till torv, som efter växternas förruttnelse består till 60 % av kol. Om torvlagret på sjöbottnen täcks av sand- eller grussediment kommer det med tiden att sammanpressas till brunkol och kolhalten stiger till ca 70%. Denna process tar ca 80 miljoner år och efter 300 miljoner år under högt tryck har brunkolet ombandlats till stenkol, som innehåller upp till 80 % kol. I en ytterligare förfinad form, antracit, kan kolhalten uppgå till 96 %.
Förekomster av kol är spridda över större delen av världen. De största producentländerna för stenkol är idag Kina, Indien, Australien, Brasilien, Ryssland och USA. I Centraleuropa förekommer stor användning av brunkol.

### Olja
Petroleum eller bergolja bildas främst genom nedbrytning av döda mikroorganismer. Nedbrytningen sker under inverkan av bakterier, enzymer, värme och högt tryck i syrefattig miljö där normal förruttnelse ej kan ske. Vattenlevande organismer för miljontals år sedan sjönk till botten när de dog och över dem lagrade sig slam. Under årmiljonerna har dessa lager av lera, jord och sand växt till flera hundra meters tjocklek och pressats samman av sin egen tyngd och av ovanför liggande vattenmassors tryck. De döda organismerna har då omvandlats till olja och naturgas. På grund av vikt- och tryckförhållanden har dessa pressats uppåt i porösa jord- eller berglager under lock av ogenomträngliga lager av lera, skiffer eller annat tätt material.
Stora förekomster av petroleum finns i länderna kring Persiska viken, Ryssland, Libyen, Nigeria, Venezuela, USA och i Nordsjön. Den omfattande utvinningen och prospektering av nya oljefält förändrar dock denna bild över tiden.

### Naturgas
Naturgas bildas genom omvandling av sedimenterat organiskt material och förekommer vanligen tillsammans med petroleum. Gasens dominerande beståndsdel är metan, men i gas som bildas tillsammans med olja finns varierande mängder av etan, propan, butan och högre kolväten. Gas som bildats i anslutning till kolfält har också metan som huvudkomponent men kan också innehålla olika mängder av kväve och koldioxid.

## Biobränsle
Biobränsle är en sammanfattande benämning för ett antal fasta, flytande eller gasformiga bränslen som utvinns ur organiskt material från biosfären.
Fasta bränslen är i första hand ved i genuin eller förädlad form (t.ex. pellets), men också halm, vass och utsorterat träavfall är aktuella. Ett gränsfall utgör torven där uppfattningarna går isär om den ska ses som ett biobränsle eller räknas som fossilt bränsle.
Flytande bränslen utvinns genom ett flertal olika processer ur olika typer av grundmaterial. Vanligast är etanol och metanol jästa ur växtmaterial. Andra exempel är RME, rapsmetylester, (Biodiesel) och tallolja.
Gasformigt biobränsle (Biogas) utvinns huvudsakligen genom rötning av växtmaterial och industri- eller hushållsavfall samt kreatursgödsel och består till övervägande del av metan.

## Kärnbränsle
Kärnbränsle utgörs av de klyvbara isotoperna av uran, plutonium och torium. Uran är det helt dominerande materialet för framställning av reaktorbränsle, medan plutonium ej finns naturligt utan bildas och återklyvs i reaktorerna. Reaktorer med thoriumbränsle befinner sig fortfarande på experimentstadiet. Tekniken för att utvinna energin ur dessa bränslen är kärnklyvning eller fission.
Uranmalm utvinns i både dagbrott och underjordiska gruvor. De dominerande producentländerna är Kanada, USA, Australien, Kina, Ryssland och Kazakstan.
Vid sidan av fissionstekniken kan kärnenergi också utvinnas genom fusion. Bränslet är då i första hand de tunga väteisotoperna deuterium (tungt väte) och tritium. Fusionstekniken har hittills endast tillämpats i experimentreaktorer.

## Vattenkraft
Vattenkraft utgörs som energiråvara av rörelseenergi genom vattenflöde och fallhöjd i de vattendrag som utnyttjas för utvinning. Till hjälp för styrning och kontroll av energiutvinningen byggs dammar för uppsamling av vatten, vilket medger utjämning av vattenflödet till kraftverk nedströms.
Genom vattnets kretslopp i biosfären återskapas denna energiråvara kontinuerligt.

## Vindkraft
Vindkraft utgörs som energiråvara av rörelseenergin hos luftströmmar i atmosfären, vilka drivs av skillnaden mellan lågtryck och högtryck i lufthavet. För utvinning av denna energi används olika tekniska anordningar, som överför den till önskad form. Vindkraft har sedan antiken använts till drift av kvarnar, vattenpumpar och segelfartyg.
Vindkraften förnyas kontinuerligt, men lider av nackdelen att vara intermittent och därmed av sin försämrade tillgänglighet.

## Vågkraft
Friktionen mellan en luftström och en vattenyta leder till bildning av vågor på vattenytan. Härigenom ombildas en del av vindens rörelseenergi till lägesenergi i nivåskillnaden mellan vågtoppar och vågdalar i havet. Det är denna lägesenergi som är vågkraftens energiråvara och som kan utvinnas med olika mekaniska anordningar.
Ett specialfall av vågkraften kan tidvatten anses vara, där Månens dragningskraft på Jorden skapar den nivåskillnad i havet som innehåller utvinningsbar lägesenergi.

## Geotermisk energi
Genom radioaktiva sönderfall av instabila isotoper i Jordens inre materia avges värmeenergi som medför en ökande temperatur in emot Jordens centrum. Det värmeflöde mot jordytan som detta ger upphov till gör geotermisk energi till en energiråvara.
Utvinning av geotermisk energi sker framför allt i områden med vulkanisk berggrund, men teknik finns även för att tillgodogöra den värmeenergi som finns tillgänglig i ytliga jord- eller berglager (markvärme eller bergvärme).

## Solstrålning
Solstrålningen är den viktigaste av all primär energi och består som energiråvara av den ständiga strömmen av partiklar som når Jorden från Solen. Förutom dess kontinuerliga livsuppehållande effekt är den också grunden för samtliga ovan nämnda energislag med undantag för kärnbränsle och geotermisk energi.
Direkt teknisk utvinning av solstrålningen sker främst på två sätt, genom solfångare (värmeenergi) och solpaneler (elektrisk energi).